# Стара Ольшина
Стара Ольшина (пол. Stara Olszyna) — село в Польщі, у гміні Островіте Слупецького повіту Великопольського воєводства.
Населення — 137 осіб (2011).
У 1975-1998 роках село належало до Конінського воєводства.

## Демографія
Демографічна структура станом на 31 березня 2011 року:
|          | Загалом | Допрацездатний вік | Працездатний вік | Постпрацездатний вік |
| -------- | ------- | ------------------ | ---------------- | -------------------- |
| Чоловіки | 69      | 18                 | 42               | 9                    |
| Жінки    | 68      | 14                 | 35               | 19                   |
| Разом    | 137     | 32                 | 77               | 28                   |